# タイラー・デュギッド
タイラー・デュギッド（Tyler Duguid、2000年10月17日 - ）は、カナダ系フランス人のラグビーユニオン選手。トップ14のモンペリエに所属している。

## 経歴
2017年、17歳でU20カナダ代表に選ばれる。
2019年3月、カナダのアルバータ大学在学中に、グレコローマンレスリングのカナダ全国大会でジュニア120kg級優勝。
2019-20シーズンに、フランスのRCナルボンヌのアカデミーで過ごす。
2020年6月、フランスのモンペリエに加入。
2025年7月5日、フランス代表のニュージーランド遠征メンバーに選ばれ、ニュージーランド代表戦で代表初キャップを得た。